# Monte Šan
Il Monte Šan (in russo Шан? in inguscio: Шанлоам; in georgiano შანი?) è una delle vette della catena principale del Gran Caucaso al confine tra Georgia e Inguscezia. È il punto più alto dell'Inguscezia (4452 m).
La montagna si innalza circa nove chilometri a est di Stepantsminda (Georgia). L'accesso dalla Georgia avviene attraverso la gola Kistinka. Dal versante inguscio è possibile accedere attraverso la gola del fiume Šondon (Шондон).